# Rayan Philippe
Rayan Philippe (Nice, 23 oktober 2000) is een Frans voetballer die doorgaans als centrumspits speelt. In 2019 maakte hij bij Dijon FCO in de Franse Ligue 1 zijn debuut in het betaalde voetbal. Sinds 2025 staat hij onder contract bij Hamburger SV.

## Clubloopbaan

### Jeugd
Philippe begon op jonge leeftijd met voetballen bij Rapid Omnisports de Menton. Via AS Roquebrune Cap Martin en Cavigal Nice belandde hij in de jeugdopleiding van Dijon FCO. In het seizoen 2018/19 maakte hij de overstap naar het seniorenvoetbal.

### Dijon FCO
Op 28 april 2018 maakte Philippe als A-junior zijn debuut voor Dijon FCO B in de Championnat National 3, het vijfde niveau van het Franse voetbal. Tijdens het met 2–1 gewonnen thuisduel tegen Jura Dolois Football viel hij in de 60e minuut in en scoorde in de 86e minuut het winnende doelpunt. In het daaropvolgende seizoen 2018/19 maakte hij definitief de overstap naar het tweede elftal, maar wist hij geen vaste basisplaats te veroveren.
Aan het begin van het seizoen 2019/20 maakte Philippe zijn debuut in de Ligue 1. Onder leiding van trainer Stéphane Jobard viel hij op 24 augustus 2019 in de 61e minuut in tijdens de met 0–2 verloren thuiswedstrijd tegen Girondins de Bordeaux. Het bleef bij deze ene optreden in het eerste elftal. In het tweede elftal veroverde hij inmiddels wel een vaste plaats en kwam hij tot acht doelpunten in de eerste competitiehelft. Begin 2020 tekende hij zijn eerste profcontract. Ondanks zijn succesvolle start werd hij in de winterstop van dat seizoen verhuurd aan SC Toulon, dat uitkwam in de Championnat National (derde niveau).
Na zijn terugkeer speelde hij in het bij de start seizoen 2020/21 vier wedstrijden voor het eerste van Dijon, voornamelijk als invaller. Vervolgens werd hij opnieuw verhuurd, ditmaal aan AS Nancy, actief op het tweede niveau. Na een teleurstellende verhuurperiode bij de club uit Noord-Frankrijk kreeg Philippe Dijon bij terugkomst te horen dat zijn contract werd ontbonden. Hij maakte vervolgens de overstap naar Swift Hesperange in Luxemburg.

#### Verhuur aan SC Toulon
In januari 2020 werd Philippe voor de tweede seizoenshelft verhuurd aan SC Toulon. Op 7 februari maakte hij zijn basisdebuut in de Championnat National tijdens de met 0–1 verloren thuiswedstrijd tegen USL Dunkerque. Twee weken later, op 21 februari, scoorde hij zijn eerste doelpunt voor Toulon in de met 3–0 gewonnen thuiswedstrijd tegen FC Villefranche Beaujolais; hij opende de score in de 16e minuut. Op 6 maart speelde hij zijn laatste wedstrijd voor Toulon, waarna de competitie vanwege de coronamaatregelen werd stopgezet. Hierop keerde hij vervroegd terug naar Dijon.

#### Verhuur aan AS Nancy
In september 2020 werd bekend dat Philippe voor de rest van het seizoen 2020/21 werd verhuurd aan AS Nancy. Op 3 oktober maakte hij zijn basisdebuut in de Ligue 2 tijdens de uitwedstrijd tegen Pau FC. In de eerste competitiehelft veroverde hij een basisplaats in het team van trainer Jean-Louis Garcia. Tijdens deze periode scoorde hij niet, waarna hij na de winterstop zijn plek in de basis verloor en daarna slechts sporadisch speelde. Aan het einde van het seizoen keerde hij terug naar Dijon.

### Swift Hesperange
In de zomer van 2021 maakte Philippe de overstap naar Swift Hesperange, waar hij een contract tekende met een onbekende looptijd. Op 18 september 2021 maakte hij zijn debuut in de BGL Ligue, het hoogste niveau in Luxemburg, toen hij door trainer Vincent Hognon in de 57e minuut werd ingebracht tijdens de met 1-1 gelijkgespeelde wedstrijd tegen Victoria Rosport. Twee maanden later, op 28 november, maakte hij zijn eerste doelpunt voor Swift Hesperange. In het met 1-0 gewonnen thuisduel tegen F91 Dudelange scoorde hij in de 72e minuut het enige doelpunt van de wedstrijd. Het duurde tot het einde van zijn eerste seizoen (2021/22) voordat hij een vaste basisplaats veroverde. Van de zeven doelpunten die hij dat seizoen maakte, vielen er vijf in de laatste zes wedstrijden.
Deze goede vorm zette hij voort in het seizoen 2022/23, waarin onder de nieuwe coach Pascal Carzaniga eveneens een basisplaats kreeg en hij in de eerste tien wedstrijden dertien keer scoorde. Hij eindigde dat seizoen met 32 doelpunten in 30 wedstrijden, waaronder vier treffers in de met 0-6 gewonnen uitwedstrijd tegen UN Käerjéng 97. Met Swift Hesperange werd hij kampioen van Luxemburg en tevens topscorer van de competitie. Door deze prestaties trok hij aan het einde van het seizoen de aandacht van Eintracht Braunschweig, waar hij een contract tekende en in de 2. Bundesliga ging spelen.

### Eintracht Braunschweig
In de zomer van 2023 tekende Philippe een tweejarig contract bij Eintracht Braunschweig. Zijn eerste seizoenshelft (2023/24) verliep moeizaam, waarbij hij door trainer Jens Härtel vooral als wisselspeler werd ingezet. Op 6 augustus maakte hij tegen 1. FC Magdeburg zijn debuut, toen hij in de 68e minuut inviel voor Fabio Kaufmann. Vlak voor de winterstop veranderde zijn situatie: op 8 december scoorde hij tijdens een invalbeurt in de uitwedstrijd tegen SV Wehen Wiesbaden zijn eerste doelpunt voor Braunschweig. In de 56e minuut maakte hij de 1-2 in het met 1-3 gewonnen duel. Daarna verdiende hij een vaste basisplaats onder trainer Daniel Scherning die ondertussen Härtel was opgevolgd. Bij zijn eerste twee optredens als basisspeler was hij direct trefzeker. In de met 2-1 gewonnen wedstrijden tegen zowel 1. FC Kaiserslautern als Holstein Kiel scoorde hij elk één keer en gaf hij een assist voor het andere doelpunt. Braunschweig kende een moeizaam seizoen en verkeerde langere tijd in degradatiegevaar. Mede dankzij de acht doelpunten van Philippe wist de club degradatie te voorkomen. Hij werd daarmee clubtopscorer.
In het seizoen 2024/25 was Philippe vanaf de competitiestart een vaste waarde in de aanval van Eintracht Braunschweig onder Daniel Scherning. Hij beloonde het vertrouwen met dertien doelpunten, waarmee hij opnieuw clubtopscorer werd. Ondanks zijn bijdrage eindigde Braunschweig op de zestiende plaats in de 2. Bundesliga en moest het team deelnemen aan de promotie/degradatieplay-offs tegen 1. FC Saarbrücken. Philippe kwam in beide wedstrijden in actie. In de heenwedstrijd in Saarbrücken, die met 0–2 werd gewonnen, bleef hij zonder doelpunt. In de terugwedstrijd in het Eintracht-Stadion, die eveneens in 0–2 eindigde, werd verlenging noodzakelijk. In de blessuretijd van de eerste helft van de verlenging bracht  Fabio Di Michele Sanchez de stand op 1–2. In de 120e minuut maakte Philippe de gelijkmaker (2–2), waarmee Braunschweig handhaving in de 2. Bundesliga veiligstelde. Aan het einde van het seizoen maakte Philippe de overstap naar Hamburger SV, de club tegen wie hij dat seizoen driemaal wist te scoren.

### Hamburger SV
In juli 2025 werd bekend dat Philippe een contract tot 2029 had ondertekend bij Hamburger SV. De club betaalde een afkoopsom van € 2,5 miljoen om hem over te nemen.

## Clubstatistieken
| Seizoen                     | Club                   | Competitie             | Competitie | Competitie | Beker | Beker | Internationaal | Internationaal | Overig | Overig | Totaal | Totaal |
| Seizoen                     | Club                   | Competitie             | Wed.       | Dlp.       | Wed.  | Dlp.  | Wed.           | Dlp.           | Wed.   | Dlp.   | Wed.   | Dlp.   |
| --------------------------- | ---------------------- | ---------------------- | ---------- | ---------- | ----- | ----- | -------------- | -------------- | ------ | ------ | ------ | ------ |
| 2017/18                     | Dijon FCO B            | Championnat National 3 | 1 *        | 0          | –     | –     | –              | –              | –      | –      | 1      | 0      |
| 2018/19                     | Dijon FCO B            | Championnat National 3 | 15         | 1          | –     | –     | –              | –              | –      | –      | 15     | 1      |
| 2019/20                     | Dijon FCO B            | Championnat National 3 | 12         | 8          | –     | –     | –              | –              | –      | –      | 12     | 8      |
| 2019/20                     | Dijon FCO              | Ligue 1                | 1          | 0          | –     | –     | –              | –              | –      | –      | 1      | 0      |
| 2019/20                     | SC Toulon              | Championnat National   | 5          | 1          | –     | –     | –              | –              | –      | –      | 5      | 1      |
| 2020/21                     | Dijon FCO              | Ligue 1                | 4          | 0          | –     | –     | –              | –              | –      | –      | 4      | 0      |
| 2020/21                     | Dijon FCO B            | Championnat National 3 | 1          | 0          | –     | –     | –              | –              | –      | –      | 1      | 0      |
| 2020/21                     | AS Nancy               | Ligue 2                | 15         | 0          | 1     | 0     | –              | –              | –      | –      | 16     | 0      |
| 2021/22                     | Swift Hesperange       | BGL Ligue              | 15         | 7          | 1     | 0     | –              | –              | –      | –      | 16     | 7      |
| 2022/23                     | Swift Hesperange       | BGL Ligue              | 30         | 32         | 2     | 1     | –              | –              | –      | –      | 32     | 33     |
| 2023/24                     | Eintracht Braunschweig | 2. Bundesliga          | 25         | 8          | 1     | 0     | –              | –              | –      | –      | 26     | 8      |
| 2024/25                     | Eintracht Braunschweig | 2. Bundesliga          | 36 **      | 14         | 1     | 0     | –              | –              | –      | –      | 37     | 14     |
| Carrière totaal             | Carrière totaal        | Carrière totaal        | 160        | 71         | 6     | 1     | –              | –              | –      | –      | 166    | 72     |
| Bijgewerkt tot 12 juli 2025 |                        |                        |            |            |       |       |                |                |        |        |        |        |

* In het seizoen 2017/18 maakte Philippe als A-junior zijn opwachting in het tweede elftal van Dijon FCO.
** In het seizoen 2024/25 kwam hij in actie tijdens beide play-offwedstrijden van Eintracht Braunschweig.

## Interlandloopbaan
Philippe speelde twee oefeninterlands voor Frankrijk –20, waarvoor hij werd geselecteerd door bondscoach Lionel Rouxel. Op 6 september 2018 maakte hij zijn debuut in een vriendschappelijke wedstrijd tegen Kroatië –20 . In het met 1–1 gelijkgespeelde uitduel viel hij in de 76e minuut in voor Wilson Isidor. Twee dagen later kwam hij opnieuw in actie, ditmaal als basisspeler in de oefenwedstrijd tegen Slovenië –21. In het met 2–2 gelijkgespeelde duel werd hij twaalf minuten voor tijd vervangen door Alexis Flips.
| Jeugdinterlands van Rayan Philippe voor Frankrijk () | Jeugdinterlands van Rayan Philippe voor Frankrijk () | Jeugdinterlands van Rayan Philippe voor Frankrijk () | Jeugdinterlands van Rayan Philippe voor Frankrijk () | Jeugdinterlands van Rayan Philippe voor Frankrijk () | Jeugdinterlands van Rayan Philippe voor Frankrijk () |
| №                                                    | Datum                                                | Wedstrijd                                            | Uitslag                                              | Soort Wedstrijd                                      | Doelpunten                                           |
| Als speler bij Frankrijk –20                         | Als speler bij Frankrijk –20                         | Als speler bij Frankrijk –20                         | Als speler bij Frankrijk –20                         | Als speler bij Frankrijk –20                         | Als speler bij Frankrijk –20                         |
| ---------------------------------------------------- | ---------------------------------------------------- | ---------------------------------------------------- | ---------------------------------------------------- | ---------------------------------------------------- | ---------------------------------------------------- |
| 1.                                                   | 6 september 2019                                     | Kroatië – Frankrijk                                  | 1 – 1                                                | Vriendschappelijk                                    |                                                      |
| 2.                                                   | 8 september 2019                                     | Slovenië – Frankrijk                                 | 2 – 2                                                | Vriendschappelijk                                    |                                                      |
| Bijgewerkt tot 12 juli 2025                          |                                                      |                                                      |                                                      |                                                      |                                                      |

## Erelijst
| Kampioen BGL Ligue | 1x | 2022/23 |

Individueel:
| Topscorer BGL Ligue | 1x | 2022/23 |